# Кравченко Костянтин Сергійович
Костянти́н Сергі́йович Кра́вченко (нар. 24 вересня 1986, Дніпропетровськ) — український футболіст, півзахисник. Провів 17 поєдинків за молодіжну збірну України.

## Клубна кар'єра
Вихованець школи дніпропетровського «Дніпра». 2002 року підписав з дніпрянами контракт і став виступати в другій та третій клубній команді. За основну команду виступав виключно в кубкових змаганнях.
10 червня 2004 року дебютував у Вищій лізі, вийшовши на заміну в матчі проти кіровоградської «Зірки» (1:0). В подальшому став підпускатись дол матчів основної команди і у сезоні 2005/06 став її основним гравцем.
1 липня 2006 року продовжив контракт із «Дніпром» на 3 роки. У новий контракт був внесений пункт, в якому клуб узяв на себе зобов'язання у випадку пропозиції від іншого клуба про перехід за компенсацію в розмірі 5 мільйонів доларів США і вище, не перешкоджати такому переходові. Право приймати остаточне рішення залишалося за гравцем.
26 грудня 2007 року гравець офіційно звернувся до «Дніпра» із заявою про те, що має намір перейти до донецького «Шахтаря» згідно з цим пунктом, і вимогою оформити всі необхідні для цього документи. Після скандалу в січні 2008 року таки перейшов у «Шахтар» за 5 млн євро. Проте в донецькому клубі Костянтин не став основним гравцем і лише інколи виходив на поле, хоча і здобув разом з клубом низку трофеїв та зіграв кілька матчів у єврокубках.
17 серпня 2010 року перейшов на правах оренди до кінця сезону в «Іллічівець», але не зміг закріпитися у новій команді, зігравши за сезон лише п'ять матчів за основну команду.
21 липня 2011 року перейшов на правах оренди до кінця сезону у львівські «Карпати», але і тут не зміг закріпитися і вже 18 жовтня того ж року орендний договір з футболістом було розірвано і він повернувся до Донецька.
На початку липня 2012 року підписав трирічний контракт з «Іллічівцем». Спочатку футболіст був одним з лідерів маріупольців, зігравши до жовтня в 12 матчах, в яких забив 4 голи, проте після цього втратив місце в команді і за наступні півтора сезони лише двічі з'являвся на полі в чемпіонаті.
У липні 2014 року на правах вільного агента перейшов в литовський «Спартак» (Юрмала), який очолював український спеціаліст Роман Пилипчук, підписавши контракт до кінця року.
У липні 2015 року перейшов у чернігівську «Десну», за яку грав до кінця року.
У березні 2016 року завершив кар'єру гравця.

## Виступи за збірну
З 2002 року виступав за юнацьку збірну України, у складі якої 2004 року став бронзовим призером юніорського чемпіонату Європи (U-19).
Протягом 2004—2008 років провів 17 поєдинків за молодіжну збірну України, в яких забив 5 голів.

## Особисте життя
11 лютого 2011 року в родині Костянтина і Євгенії Кравченків народилася дочка, яку батьки назвали Монікою.

## Досягнення
- Бронзовий призер юніорського чемпіонату Європи (U-19): 2004
- Чемпіон України: 2008, 2010
- Срібний призер чемпіонату України: 2009
- Бронзовий призер чемпіонату України: 2004
- Володар Кубка України: 2008
- Фіналіст Кубка України: 2004, 2009
- Володар Кубка УЄФА: 2009

### Індивідуальні
- Медаль «За працю і звитягу»: 2009[10]